# Józef Krysiński
Józef Krysiński herbu Poraj (ur. 14 sierpnia 1919, zm. 28 marca 1947 pod Jabłonkami) – żołnierz Armii Krajowej, podporucznik Ludowego Wojska Polskiego.

## Życiorys
Urodził się 14 sierpnia 1919. Był synem Augusta (zm. 1957) i Antoniny z domu Szymańskiej (zm. 1991). Legitymował się herbem szlacheckim Poraj. Ukończył Gimnazjum im. Hetmana Stanisława Żółkiewskiego w Siedlcach.
Podczas II wojny światowej i trwającej okupacji niemieckiej został żołnierzem Armii Krajowej, służąc w siedleckim Obwodzie „Sowa” w strukturze Inspektoratu „Siedlce” Armii Krajowej. Został absolwentem konspiracyjnej szkoły podchorążych AK, prowadzonej w bazie „Jata” koło Łukowa.
Po zakończeniu wojny został przyjęty do Ludowego Wojska Polskiego. Był żołnierzem 34 pułku piechoty w strukturze 8 Dywizji Piechoty, stacjonującej w Sanoku. W tym czasie sprawował stanowisko szefa służby samochodowej pułku. Podczas prowadzonej przez gen. broni Karola Świerczewskiego 28 marca 1947 inspekcji w południowo-wschodniej Polsce (miał pełnić funkcję jego adiutanta) został śmiertelnie postrzelony podczas zasadzki sotni „Chrina” i „Stacha” Ukraińskiej Powstańczej Armii pod Jabłonkami i zginął jako pierwszy tego dnia. W tym zdarzeniu śmierć ponieśli także sam generał i kierowca kpr. Stefan Strzelczyk.
Tuż po zdarzeniu, faktycznie został odznaczony Orderem Krzyża Grunwaldu III klasy (formalnie postanowieniem z 16 kwietnia 1947 prezydenta RP Bolesława Bieruta na wniosek Ministra Obrony Narodowej Michała Żymierskiego za bohaterskie zachowanie się w walce z ukraińskimi bandami faszystowskimi, w której zginął gen. broni Świerczewski Karol). Był także odznaczony Krzyżem Walecznych.
Pogrzeb ppor. Józefa Krysińskiego i kpr. Stefana Strzelczyka odbył się 30 marca 1947 na cmentarzu w Sanoku pod przewodnictwem proboszcza miejscowej parafii ks. Antoniego Porębskiego. Pogrzeb miał manifestacyjny charakter i uczestniczyli w nim mieszkańcy Sanoka i okolic. Później szczątki Józefa Krysińskiego zostały przeniesione do grobowca rodzinnego na Cmentarzu Centralnym w Siedlcach.
Jego żoną została Julia z domu Soszyńska (1916–1984), z którą miał córkę Barbarę (1941–1950).
Podczas obchodów Tysiąclecia Państwa Polskiego w roku szkolnym 1965/1966 jego imieniem nazwano szkołę podstawową w Obornikach Śląskich. W uroczystości uczestniczyła jego matka Antonina Krysińska-Biardzka i brat Andrzej. Na ścianie budynku szkoły została zamontowana tablica pamiątkowa. W 1984 została utworzona Fundacja im. ppor. Józefa Krysińskiego, celem wspierania jego matki. Obecnie istnieje Szkoła Podstawowa Nr 2 w Obornikach Śląskich im. ppor. Józefa Krysińskiego.